# Rayerschied
Rayerschied település Németországban, Rajna-vidék-Pfalz tartományban. Lakosainak száma 109 fő (2023. december 31.). Rayerschied Wahlbach és Benzweiler községekkel határos.

## Népesség
A település népességének változása:
| Lakosok száma | 118  | 96   | 97   | 101  | 104  | 109  |
|               | 1975 | 2017 | 2019 | 2021 | 2022 | 2023 |